# Kamienna (gromada 1961–1972)
Kamienna (do 30 XII 1961 Bukowa Śląska) – dawna gromada, czyli najmniejsza jednostka podziału terytorialnego Polskiej Rzeczypospolitej Ludowej w latach 1954–1972.
Gromady, z gromadzkimi radami narodowymi (GRN) jako organami władzy najniższego stopnia na wsi, funkcjonowały od reformy reorganizującej administrację wiejską przeprowadzonej jesienią 1954 do momentu ich zniesienia z dniem 1 stycznia 1973, tym samym wypierając organizację gminną w latach 1954–1972.
Gromadę Kamienna z siedzibą GRN w Kamiennej utworzono 31 grudnia 1961 w powiecie namysłowskim w woj. opolskim, przenosząc siedzibę GRN gromady Bukowa Śląska z Bukowej Śląskiej do Kamiennej i zmieniając nazwę jednostki na gromada Kamienna.
Gromada przetrwała do końca 1972 roku, czyli do kolejnej reformy gminnej.